# Ana de Áustria, Rainha de Espanha
Ana de Áustria (Cigales, 1 de novembro de 1549 – Badajoz, 26 de outubro de 1580) foi a esposa do rei Filipe II e como tal Rainha Consorte da Espanha de 1570 até sua morte em 1580. Era filha de Maximiliano II, Sacro Imperador Romano-Germânico e sua esposa Maria da Espanha

## Início da Vida
Ana era a filha mais velha de Maximiliano II do Sacro Império Romano-Germânico e Maria da Espanha, primos em primeiro grau. Ela nasceu na Espanha durante o reinado de seu avô materno, o imperador Carlos V, mas viveu em Viena a partir dos quatro anos de idade. Ana era considerada a filha favorita do pai. A história diz que ele gostava de jogar e jogar com ela e uma vez, uma reunião das propriedades da Hungria foi adiada porque Ana estava doente. Ela recebeu uma educação católica, embora seu pai fosse solidário ao luteranismo.

## Casamento

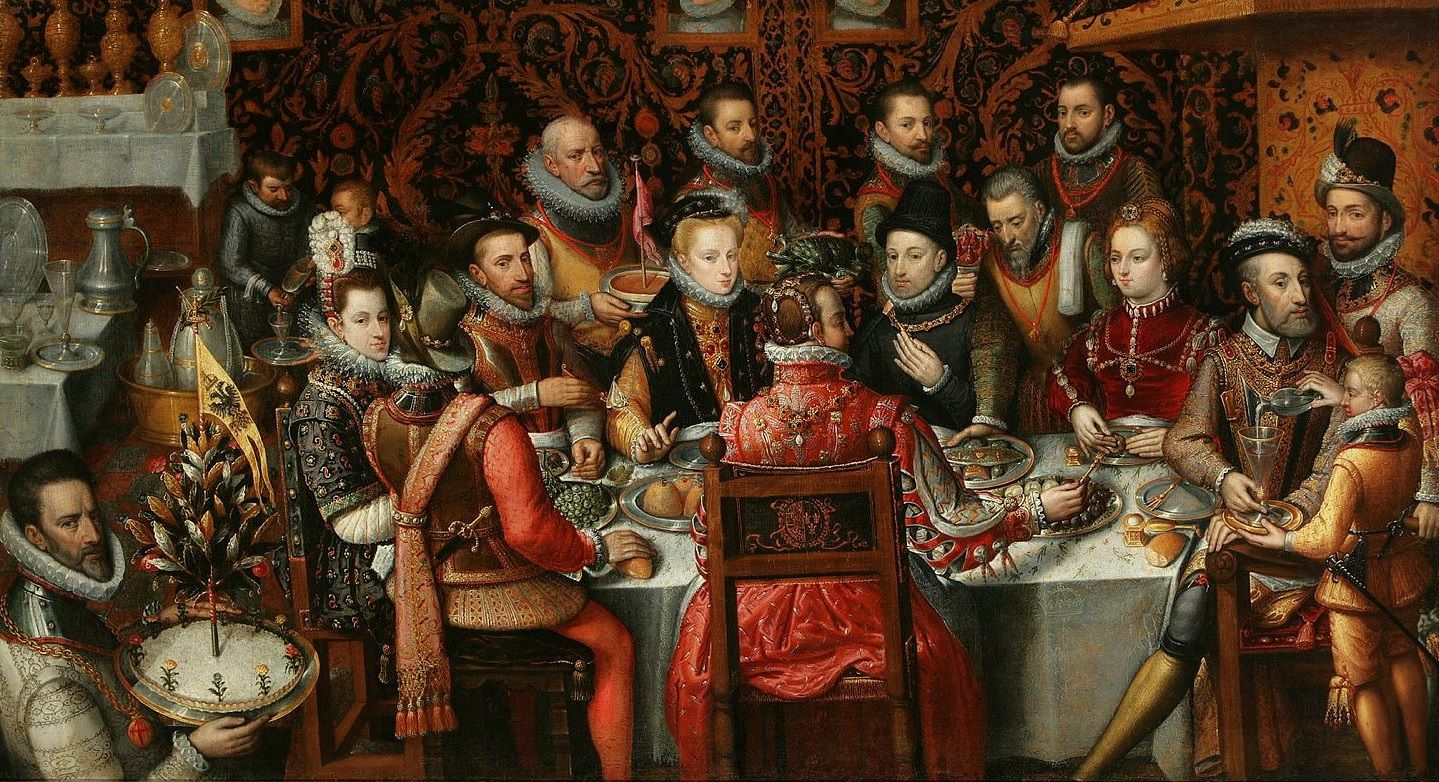
Banquete do rei Filipe e da rainha Ana com família e cortesãos, de Alonso Sánchez Coello, c. 1596

Como filha mais velha do Sacro Imperador Romano, Ana era uma candidata desejável ao casamento nas cortes europeias. Seus pais pensaram que um casamento espanhol reforçaria os laços entre as famílias austríacas e espanholas dos Habsburgo. Inicialmente, ela considerava seu primo Dom Carlos, o único filho de seu tio materno Filipe II de Espanha. Esses planos foram destruídos em 1568, quando Dom Carlos morreu. Os planos para um casamento espanhol foram revividos quando a terceira esposa de Filipe, Isabel de Valois, morreu no parto, também em 1568. Como resultado, Filipe ficou viúvo com duas filhas jovens, Isabel Clara Eugênia e Catarina Micaela. Filipe planejava se casar novamente porque não tinha mais um herdeiro masculino. O casamento foi inicialmente contestado por muitos, incluindo o Papa Pio V, mas foi organizado da mesma forma.
Em fevereiro de 1569, o noivado de Ana com seu tio Filipe II foi anunciado e em maio de 1570 eles se casaram por procuração. Ana viajou da Áustria para a Espanha no outono de 1570, acompanhada por seus irmãos Alberto e Venceslau. Ana passou pelo Canal da Mancha, onde Isabel I enviou seus almirantes, Carlos Howard e William Wynter, para oferecer apoio e passagem segura. Eles viajaram pela Holanda, onde Ana foi abordada por amigos e parentes de Floris de Montigny, o irmão mais novo do Conde de Chifre executado. Floris estava preso na Espanha desde 1567. Agora que o rei Filipe havia entrado em um novo casamento, a família e os amigos de Floris esperavam clemência. Eles receberam uma promessa da futura rainha de que ela faria o máximo para libertar Floris; no entanto, ela não teve sucesso, com Floris sendo estrangulada por ordem do rei. Em 3 de outubro, Ana chegou em solo espanhol, mas antes que pudesse chegar ao rei, Floris foi secretamente morta em 16 de outubro de 1570. O historiador John Brewer acredita que Filipe o executou apressadamente logo após o primeiro encontro de Filipe com Ana, no qual ele recusou-se a libertar Floris.

## Rainha de Espanha

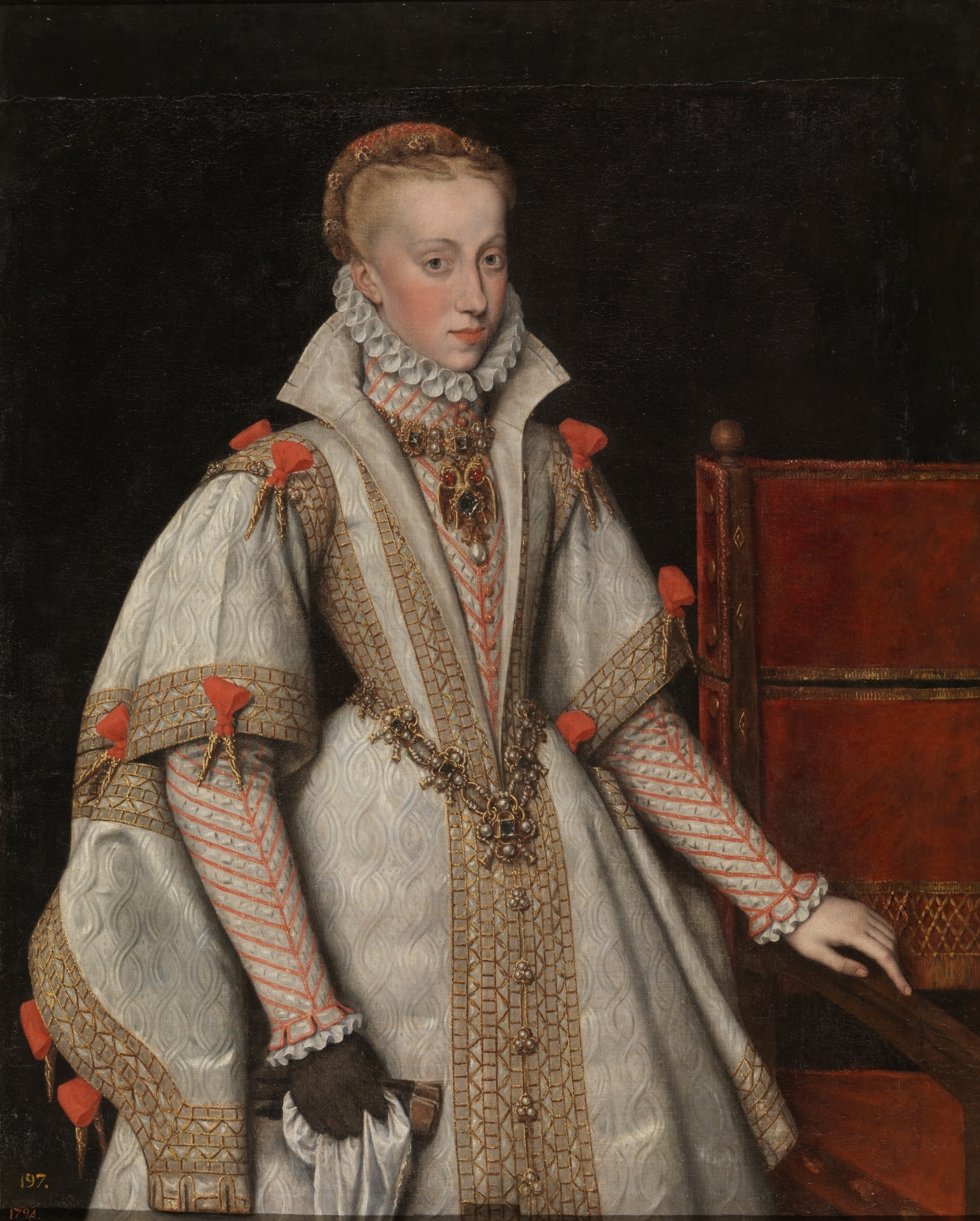
Ana por Bartolomé González y Serrano.

Ao chegar à Espanha, Ana recebeu uma nova família formada sob a direção da experiente e influente dama de companhia Margarida de Cardona, que anteriormente era a dama de mãe e que seria conhecida para ela desde a infância na Áustria. A rainha Ana foi descrita como vívida e alegre e conseguiu aliviar um pouco da atmosfera rígida da corte espanhola. Ana ocupou-se principalmente com bordados.
O casamento entre Ana e Filipe é descrito como feliz. Além de ser a filha favorita de seu pai, Ana também era a esposa mais amada de Filipe. Segundo os diplomatas, o rei estava apaixonado por sua jovem noiva. Não há registros de que Filipe tenha amantes durante o casamento. Ana tinha uma personalidade muito parecida com a dele, e ele era dedicado a ela. Filipe era um monarca consciente e mantinha seu relacionamento com Ana duas vezes por semana em forma de anotações, além de visitar o quarto de sua esposa até três vezes por dia.
Ana deu à luz cinco filhos, incluindo quatro filhos, dos quais os três mais velhos morreram antes de Filipe, e o mais novo acabou por suceder-lhe como Filipe III. Ana também foi descrita como uma boa madrasta de Isabel Clara Eugênia e Catarina Micaela.
Em 1580, ela estava em Badajoz, onde a corte se baseou brevemente por causa da reivindicação de Filipe II ao trono português. Ela morreu lá de gripe, oito meses após o nascimento de seu último filho, Maria, que sobreviveu à mãe por menos de três anos. Ela foi inicialmente enterrada em Badajoz, mas seu corpo foi transferido para El Escorial.

## Descendência

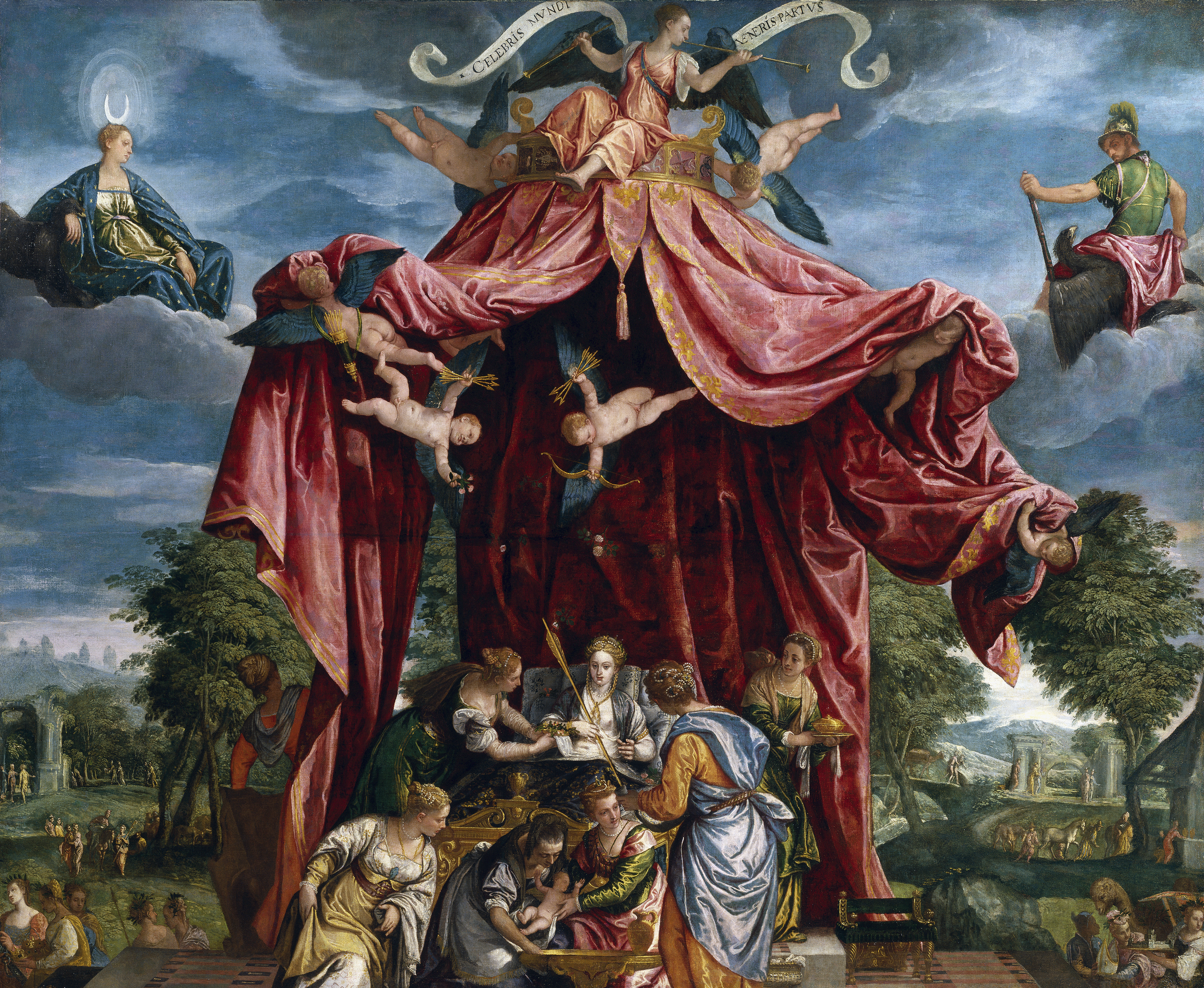
Rainha Ana da Espanha e seu filho recém-nascido Fernando, Príncipe das Astúrias.

1. Fernando, Príncipe das Astúrias (4 de dezembro de 1571 – 18 de outubro de 1578), morreu com seis anos de idade;
2. Carlos Lourenço (12 de agosto de 1573 – 30 de junho de 1575), morreu com um ano de idade;
3. Diego, Príncipe das Astúrias (15 de agosto de 1575 – 21 de novembro de 1582), morreu com sete anos de idade;
4. Filipe III da Espanha (3 de abril de 1578 – 31 de março de 1621), sucedeu seu pai, o único filho a viver até a idade adulta. Casou-se com Margarida da Áustria, com descendência;
5. Maria (14 de fevereiro de 1580 – 5 de agosto de 1583), morreu com três anos de idade.